# 인후동
인후동(麟後洞)은 전북특별자치도 전주시 덕진구에 있는 법정동과 행정동의 통칭으로, 3개의 행정동(인후1동·2동·3동)이 설치되어 있다. 전주시 동부에 위치하며, 전주 - 진안 간의 관문이다.

## 개요
인후동은 전주군 용진면의 지역으로서 기린봉 북쪽이 되므로 인후(麟後)라 하였다.

## 연혁
- 1983년 9월 5일 인후1동을 인후1동과 3동으로 분동하여 현재에 이르고 있음.
- 1970년 7월 1일 인후동을 인후1동과 인후2동으로 분동[2]
- 1957년 12월 12일 인후동 지역을 인후동1가, 일부는 동검암동(금암동)과 합하여 인후동2가로 나눔[3]
- 1946년 8월 15일 일제식 동명 변경으로 인후동으로 개칭[4]
- 1940년 10월 1일 전주부에 편입되어 일본식으로 ‘인후정’이 됨.
- 1914년 3월 1일 행정구역 통폐합에 따라 표석리와 부북면의 비단리 및 사천리, 의명지리의 각 일부를 병합하여 인후리(麟後里)라 해서 이동면에 편입[5]

| 조선총독부령 제111호                                      |               |
| 구 행정구역                                               | 신 행정구역   |
| 부북면 비단리(緋緞里), 사천리(沙川里), 외명지리(外明池里) | 이동면 인후리 |
| 용진면 표석리(表石里), 인후리(麟后里)                     | 이동면 인후리 |

## 법정동
- 인후동1가
- 인후동2가

## 아파트
| 단지명                  | 건설사                | 시행사                   | 주소                | 입주        | 비고                  |
| ----------------------- | --------------------- | ------------------------ | ------------------- | ----------- | --------------------- |
| 아중대우 1차            | ㈜대우 건설부문       | ㈜대우 건설부문          | 덕진구 석소로 77    | 1998년 3월  |                       |
| 아중현대                | 현대산업개발          | 현대산업개발             | 덕진구 석소로 55    | 1998년 1월  |                       |
| 아중아남                | 아남건설㈜            | 아남건설㈜               | 덕진구 한배미로 5   | 1999년 9월  |                       |
| 인후 한신휴플러스       | 한신공영              | 인후주공1단지 재건축조합 | 덕진구 안덕원로 251 | 2006년 11월 | 인후주공 1단지 재건축 |
| 위브 어울림             | 금호산업 두산산업개발 | 인후주공2단지 재건축조합 | 덕진구 견훤로 333   | 2007년 1월  | 인후주공 2단지 재건축 |
| 건지산 이지움           | 계성종합건설㈜        | 주성산업㈜ ㈜이애프씨    | 덕진구 백동2길 11   | 2016년 8월  | 구 완주군청 부지      |
| 아중부영 1차 진버들마을 | ㈜부영                | ㈜부영                   | 덕진구 진버들3길 10 | 1999년 9월  |                       |
| 아중부영 2차 꿈마을     | ㈜부영                | ㈜부영                   | 덕진구 무삼지로 40  | 1999년 9월  |                       |
| 아중부영 3차            | 동광주택산업㈜        | ㈜부영                   | 덕진구 아중로 180   | 1999년 10월 |                       |
| 아중부영 5차            | 동광주택산업㈜        | 동광주택산업㈜           | 덕진구 한배미로 33  | 1999년 9월  |                       |
| 아중부영 6차            | ㈜부영                | ㈜부영                   | 덕진구 무삼지로 10  | 2003년 9월  |                       |
| 인후 휴먼시아           | 범양건영              | 대한주택공사             | 덕진구 팽나무2길 7  | 2008년 2월  |                       |
| 인후 송정써미트         | (유)에스제이써미트    | (유)송정건설             |                     | 2008년 12월 |                       |
| 인후 센트럴더샵         | 태영건설 포스코건설   | ㈜이너시티개발           |                     | 2020년 8월  |                       |

## 교육
- 전주인후초등학교
- 전주기린초등학교
- 전주북일초등학교
- 전주전라초등학교
- 전주인봉초등학교
- 전일중학교
- 전주동중학교
- 전주온고을중학교
- 전주중앙여자고등학교
- 전주여자고등학교
- 유일여자고등학교
- 전주생명과학고등학교

## 시설
- 전주시립인후도서관
- 안골노인복지회관
- 스포피아 (종합스포츠시설)
- 인후공원